# شکیلا منفرد
شکیلا منفرد (زادهٔ ۱۳۷۲) فعال مدنی و زندانی سیاسی اهل ایران است. وی به اتهام پادشاهی‌خواهی، فعالیت علیه نظام و توهین به مقدسات، به چهار سال و دو ماه حبس محکوم شد.

## دستگیری
شکیلا منفرد در تاریخ ۱۰ شهریور ۱۳۹۹ هنگام خروج از خانه توسط نیروهای امنیتی دستگیر و به مکانی نامعلومی برده شد. به گفتهٔ برادر شکیلا، وی در هنگام بازجویی تحت فشار زیادی قرار داشته است. نیروهای امنیتی پس از بازجویی، منفرد را به بند زنان زندان اوین منتقل کردند.

### تبعید به زندان قرچک
شکیلا منفرد در تاریخ ۱۲ اردیبهشت ۱۴۰۰ به زندان زنان قرچک تبعید شد. در تاریخ ۱۹ خرداد ۱۴۰۰ خبرگزاری هرانا گزارش داد که وی توسط سایر زندانیان به‌شدت مورد ضرب و شتم قرار گرفته است. دلیل این اتفاق پی فقدان نظارت در زمینه حفظ امنیت زندانیان و عدم رعایت اصل تفکیک جرائم گزارش شده است.